# Лос-Сантос-де-ла-Умоса
Лос-Сантос-де-ла-Умоса (ісп. Los Santos de la Humosa) — муніципалітет в Іспанії, у складі автономної спільноти Мадрид. Населення — 2165 осіб (2010).
Муніципалітет розташований на відстані близько 39 км на схід від Мадрида.
На території муніципалітету розташовані такі населені пункти: (дані про населення за 2010 рік)
- Лос-Сантос-де-ла-Умоса: 2165 осіб
- Ель-Сото-і-Ла-Вега: 0 осіб

## Демографія
Динаміка населення (INE ):

## Галерея зображень

Розташування муніципалітету у автономній спільноті Мадрид